# ماركوس آدامز (لاعب كرة قدم أسترالية)
ماركوس آدامز (بالإنجليزية: Marcus Adams)‏ هو لاعب كرة قدم أسترالية أسترالي، ولد في 30 يونيو 1993.

## وصلات خارجية
- ماركوس آدامز على موقع AustralianFootball.com (الإنجليزية)
- ماركوس آدامز على موقع AFLtables.com (الإنجليزية)